# Miss Tierra Chile

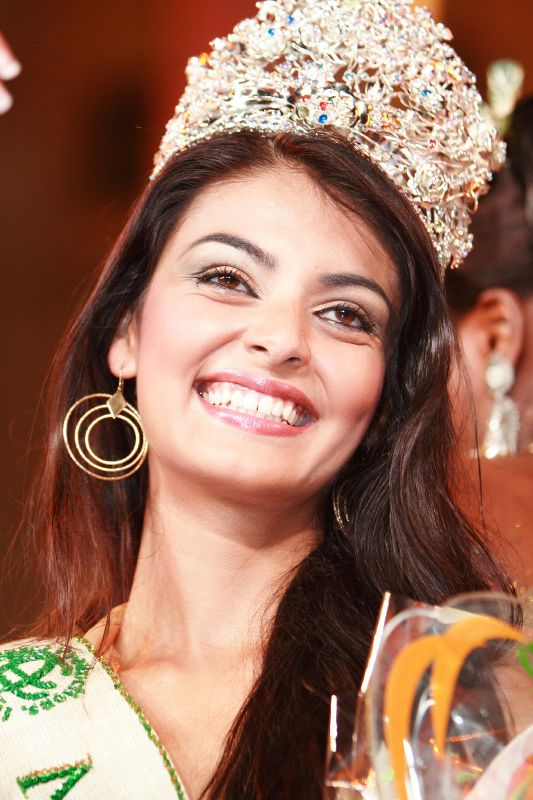
Hil Hernández, Miss Chile y Miss Tierra 2006.

Miss Earth Chile es el concurso de belleza femenina que elige a la representante de Chile para competir en el certamen internacional de Miss Tierra (2001).

## Historia
Chile ha participado en 18 de las 23 ediciones de Miss Tierra —el país envió a su primera representante en 2002—, ha clasificado ocho veces y ha ganado una vez —cuando Hil Hernández fue coronada Miss Tierra 2006—.
Las participantes y ganadoras deben practicar el cuidado del medio ambiente y tener conocimiento sobre la ecología del planeta Tierra, además de promover causas ambientales de relevancia e involucrarse activamente en la preservación de la madre Tierra. La ganadora chilena recibe los títulos de "Nuestra Belleza Chile" y "Miss Earth Chile".

## Franquicia
La actual franquicia la adquirió la organización Nuestra Belleza Chile (2013), cuya dirección es encabezada por Hernán Lucero y Keno Manzur.
Franquicias locales
En la edición de 2015, la organización nacional decidió buscar representantes a través de la obtención de "franquicias locales", correspondiente a ciudades, comunas o localidades de todo Chile con el propósito de descentralizar el concurso nacional e incluir la participación de todas las regiones del país. En 2016, 20 comunas y ciudades en Chile adquirieron los derechos de enviar una delegada para el certamen nacional que busca una representante chilena para el certamen Miss Tierra. 
| Ciudad                                  | Región                 | Entidad                               | Personas a cargo                      |
| --------------------------------------- | ---------------------- | ------------------------------------- | ------------------------------------- |
| Antofagasta                             | Región de Antofagasta  | IAGO TV                               | Johnny Johnn                          |
| Calama                                  | Región de Antofagasta  | Academia de Modelaje Expression       |                                       |
| Copiapó                                 | Región de Atacama      |                                       |                                       |
| Vallenar                                | Región de Atacama      |                                       |                                       |
| Coquimbo                                | Región de Coquimbo     |                                       |                                       |
| La Serena                               | Región de Coquimbo     | Promodels La Serena                   | Daniela Carrizo                       |
| Ovalle                                  | Región de Coquimbo     |                                       |                                       |
| Los Vilos                               | Región de Coquimbo     |                                       |                                       |
| Valparaíso                              | Región de Valparaíso   | Aynara Models Academy                 | Sabrina Polito                        |
| La Ligua                                | Región de Valparaíso   | Gabriel Veas                          | Gabriel Veas                          |
| Quillota                                | Región de Valparaíso   | Miss Earth Quillota                   | Jorge Díaz                            |
| La Calera                               | Región de Valparaíso   | Ilustre Municipalidad de La Calera    | Rodrigo Guerra y Juan Carlos Gallardo |
| Santiago                                | Región Metropolitana   | Estudio Shakty Model Managment        | Emma Shakty                           |
| Providencia                             | Región Metropolitana   | MM Agency                             | Jorge Luis Uribe                      |
| Archivo:Escudo de Nancagua.jpg Nancagua | Región de O'Higgins    | Ilustre Municipalidad de Nancagua     | Departamento de Cultura               |
| Concepción                              | Región del Bío-Bío     |                                       |                                       |
| Talcahuano                              | Región del Bío-Bío     |                                       |                                       |
| Chillán                                 | Región del Bío-Bío     |                                       | Alexis Echeverría                     |
| Temuco                                  | Región de la Araucanía | Nuestra Belleza Araucanía             | Danilo Arias                          |
| Trovolhue                               | Región de la Araucanía |                                       | Danilo Arias                          |
| Valdivia                                | Región de Los Ríos     | Reina de Los Ríos                     | Rodrigo Álvarez                       |
| Puerto Montt                            | Región de Los Lagos    | Ilustre Municipalidad de Puerto Montt | Pamela Casanello                      |
| Punta Arenas                            | Región de Magallanes   | Academia Catwalk Patagonia            | Gabriel Fuentealba                    |

## Requisitos
La organización, tanto chilena como a nivel internacional, pide que la representante cumpla con los siguientes requisitos obligatorios, semejante en todos los concursos de belleza en la actualidad:
- Tener entre 18 y 28 años cumplidos al día del concurso.
- Que la delegada nunca se haya casado.
- Nunca haber estado embarazada.
- Estatura mínima de 1,61 m.
- Conocimiento de la situación ambiental y de la cultura de su país.
- Extrovertida y amigable.
- Buena condición física.

## Estadísticas
Años representados: 18 de 23 (hasta 2023).
| Posición               | N.º | Año(s)                 |
| ---------------------- | --- | ---------------------- |
| Miss Tierra            | 1   | 2006                   |
| Miss Tierra-Aire       | 0   |                        |
| Miss Tierra-Agua       | 1   | 2021                   |
| Miss Tierra-Fuego      | 0   |                        |
| Finalista (Top 8)      | 2   | 2005, 2015             |
| Semifinalista (Top 16) | 4   | 2002, 2013, 2018, 2019 |

## Ganadoras
Simbología
- La candidata fue ganadora
- La candidata fue finalista
- La candidata fue semifinalista

| Año             | Miss Earth Chile             | Resultado               | Premios especiales |
| --------------- | ---------------------------- | ----------------------- | --- |
| 2002            | Nazhla Abad González         | Top 10                  | Miss Avon Colour |
| 2003            | Carolina Salazar Palma       | No clasificó            | |
| 2004            | Erika Niklitschek Schmidt    | No clasificó            | |
| 2005            | Nataly Chilet Bustamante     | Top 8                   | Miss Fotogénica |
| 2006            | Hil Hernández Escobar        | Miss Tierra 2006        | |
| 2010            | Pamela Soprani Reyes         | No clasificó            | |
| 2011            | Camila Stuardo Jeria         | No clasificó            | |
| 2013            | Natalia Lermanda Margarit    | Top 16                  | |
| 2014            | Catalina Cáceres Ríos        | No clasificó            | Traje típico |
| 2015            | Natividad Leiva Bello        | Top 8                   | Traje de noche (Grupo 1) · Traje de cóctel (Grupo 1)                                                                               |
| 2016            | Tiare Fuentes Espinoza       | No clasificó            | |
| 2017            | Sofía Manzur                 | No clasificó            | |
| 2018            | Antonia Figueroa Alvarado    | Top 12                  | Talento (Grupo Aire) |
| 2019            | Fernanda Méndez Tapia        | Top 10                  | Traje típico (Grupo Américas) · Miss Amistad (Grupo Aire)                                                                          |
| 2020 (en línea) | Macarena Quinteros Tapia     | No clasificó            | |
| 2021 (en línea) | Romina Denecken van der Veen | Miss Earth – Water 2021 | Competencia de talento (creativo)                                                                                                  |
| 2022            | Daniela Riquelme Gutiérrez   | No clasificó            | Competencia de traje de baño (Grupo Américas) · Competencia en traje de playa (Grupo Eco) · Competencia traje de noche (Grupo Eco) |
| 2023            | Ximena Huala Alcaíno         | No clasificó            | No clasificó |